# Medasina subpicaria
Medasina subpicaria là một loài bướm đêm trong họ Geometridae.